# Gunnar Jansson (Fußballspieler)
Gunnar Alexius Jansson (* 17. Juli 1907; † 13. Mai 1988) war ein schwedischer Fußballspieler. Der Stürmer kam 1934 zweimal in der schwedischen Nationalmannschaft zum Einsatz.

## Werdegang
Jansson spielte in den 1930er Jahren bei Gefle IF in der Allsvenskan. Am 23. Mai 1934 debütierte er beim 4:2-Erfolg über die polnische Nationalmannschaft im Jersey der schwedischen Landesauswahl. Im Sommer des Jahres erlebte er den Höhepunkt seiner Karriere, als er in den schwedischen Kader für die Weltmeisterschaft 1934 berufen wurde. Allerdings kam er während des Turniers für die Mannschaft, die im Viertelfinale an Deutschland scheiterte, nicht zum Einsatz. Im September des Jahres lief er beim 3:1-Sieg gegen Lettland ein weiteres Mal auf. Bis zur Berufung von Johan Oremo im Jahr 2008 blieb er über 70 Jahre der letzte Nationalspieler von Gefle IF.